# Piptocephalis dichotomica
Piptocephalis dichotomica är en svampart som beskrevs av Krzemien. & Badura 1954. Piptocephalis dichotomica ingår i släktet Piptocephalis och familjen Piptocephalidaceae.   Inga underarter finns listade i Catalogue of Life.